# Assi (3. Generation)
Rab Assi (= Jose, auch Assa, Assi oder Issi, auch Assi II.; der Name ist wohl das Diminutiv zu Josef) war ein bekannter, legendenumrankter Amoräer der dritten Generation (um 290–320 n. Chr.) in Palästina.
Assi war aus Babylonien eingewandert. Dort war er ein Schüler von Samuel, später war er in Palästina Schüler von Jochanan.